# Stäble
Stäble, Stäblein oder Stäbchen, war ein ungarisches Längenmaß und fand im Bergbau Verwendung. Das 1 ½ fache, nach anderen Quellen nur ¾ fache, entsprach einem sächsischen Lachter.
- 1 Stäble = 586 Pariser Linien  = 1 ⅓ Meter[3]